# Јован Мијатовић
Јован Мијатовић (Београд, 11. јула 2005) српски је фудбалер који тренутно наступа за Њујорк Сити.

## Каријера

### Црвена звезда
Мијатовић је прошао млађе селекције Црвене звезде. Почетком пролећа 2021. доживео је тежу повреду чашице колена због чега је у наредном периоду одсуствовао са терена. Са кадетском екипом учествовао је у освајању титуле за сезону 2021/22, док је повремено играо и за омладински састав. На почетку такмичарске 2022/23. Мијатовић је наступао за Графичар, где је на осам утакмица у Првој лиги Србије постигао пет погодака. На крају летњег прелазног рока исте године враћен је у матични клуб и прикључен првом тиму са статусом бонус фудбалера. Задужио је дрес са бројем 9 који је претходно носио Милан Павков. После опоравка од вируса корона, званично је промовисан у првотимца током октобра месеца. Дебитовао је на сусрету 4. кола Лиге Европе за такмичарску 2022/23, против Ференцвароша. Тада је на терену заменио Гелора Кангу у 81. минуту утакмице. Тиме је постао пети најмлађи дебитант у клупској историји на европским сусретима. Прву наступ у Суперлиги Србије Мијатовић је забележио у 17. колу такмичарске 2022/23. Тада је на терену провео читав сусрет са Колубаром и био асистент код првог поготка на утакмици који је постигао Александар Пешић. На 169. вечитом дербију Мијатовић је у игру ушао у 88. минуту, заменивши на терену повређеног Немању Милуновића. Први погодак у дресу Црвене звезде Мијатовић је постигао за коначних 0 : 2 на гостовању Вождовцу, 8. маја 2023. С клубом је, по окончању своје прве сезоне у сениорском фудбалу, освојио дуплу круну. Током летњих припрема 2023. године променио је број дреса и преузео 22 који је претходно носио Вељко Николић. Мијатовић је током августа исте године поново уступљен Графичару, по Правилнику о сарадњи фудбалских клубова. Неколико дана након тога постигао је свој први погодак за Црвену звезду у такмичарској 2023/24, на гостовању Младости у Лучанима. Свој први хет-трик у професионалној каријери постигао је 16. децембра 2023, на гостовању суботичком Спартаку. Тиме је постао најмлађи троструки стрелац на првенственим сусретима у историји Црвене звезде. Четири дана касније је одиграо 171. вечити дерби и на терену провео читав сусрет у ком је његов тим поражен резултатом 2 : 1 на стадиону Партизана. Два пута је погађао противничку мрежу, али су оба поготка поништена због недозвољене позиције. Јесењи део сезоне у Суперлиги Србије завршио је на 4. месту листе стрелаца с осам погодака, иза Матеуса Салдање, Борисава Бурмаза и Милоша Луковића.

### Њујорк Сити
У фебруару 2024. остварио је инострани трансфер у Њујорк Сити. Максимално обештећење, према писању медија, процењено је на 10 милиона и 500 хиљада евра, укључујући бонусе. Црвена звезда је задржала право на 15 одсто вредности наредног трансфера играча. Мијатовић је 19. дана истог месеца представљен у новом клубу, с којим је потписао петогодишњи уговор, задуживши дрес с бројем 7. Дебитовао је на отварању МЛС лиге, заменивши на терену Хулијана Фернандеза након нешто више од једног часа игре, у поразу од екипе Шарлота минималним резултатом.

## Репрезентација
Мијатовић је током 2019. године наступао за репрезентацију Србије узраста до 15 година старости. Постигао је погодак на отварању турнира Трофеј Црна Гора у Подгорици, против одговарајуће екипе Словеније. Дебитовао је и за селекцију до 16. година на пријатељском сусрету са вршњацима из Румуније у марту 2021. Убрзо након тога је доживео повреду која га је одвојила од терена на дужи период. Тако се кадетској екипи прикључио годину дана касније, наступивши на пријатељском сусрету са Босном и Херцеговином. Учествовао је на Првенству Европе за кадете, где је селекција Србије под вођством Радована Кривокапића остварила треће место. Селектор омладинске репрезентације, Јован Дамјановић, упутио је позив Мијатовићу за Меморијални турнир „Стеван Ћеле Вилотић” у септембру 2022. Током квалификационог циклуса за Европско првенство, Мијатовић је погодио у победи над Сан Марином у новембру исте године. На првом од два пријатељска сусрета с вршњацима из Италије, у октобру 2023, Мијатовић је заменио Стефана Симина на полувремену, при резултату 1 : 1. До краја је био двоструки стрелац и асистент. Најпре је погодио непосредно по уласку у игру, док је други погодак постигао у завршници утакмице за коначних 5 : 4. У реваншу на терену ФСС-а у Старој Пазови, такође је био стрелац у поразу Србије, на утакмици која је завршена резултатом 1 : 3. Омладинска екипа Србије је крајем марта 2024. освојила бод у завршној фази квалификација и остала без пласмана на Европско првенство.

## Начин игре
Мијатовић је фудбалер који може да одигра на свим позицијама у нападу. Кроз млађе узрасте Црвене звезде углавном је наступао на крилу или иза шпица. У кадетском узрасту доживео је повреду колена због које је неколико месеци провео ван терена. Преласком у Графичар, ефикасно је отпочео такмичарску 2022/23. у Првој лиги Србије и у првих осам кола уписао пет погодака под вођством тренера Марка Неђића. У том периоду био је описиван као фудбалер који је значајно порастао и физички ојачао. Убрзо након тога, повучен је у матични клуб и прикључен првом тиму као једна од опција у најистуренијем делу терена. Задужио је дрес с бројем 9. Међу сениорима је дебитовао као полушпиц, а на свом првом наступу у Суперлиги Србије забележио је асистенцију Александру Пешићу, најистуренијем фудбалеру у поставци тренера Милоша Милојевића. Мијатовић је рекао да му највише одговара формација 4-4-2. Селектор Радован Кривокапић му је у кадетској, а затим и омладинској репрезентацији, поверио улогу извођача аута на противничкој половини те је на тај начин директно гађао саиграче у шеснаестерцу. Мијатовић је током октобра 2023. у континуитету погађао у различитим такмичењима, укључујући омладинску репрезентацију, омладински састав Црвене звезде у УЕФА Лиги младих односно први тим тог клуба у домаћим оквирима. Више пута током јесењег дела такмичарске 2023/24. био је стрелац победоносних погодака.

## Статистика

### Клупска
Ажурирано 9. јуна 2024.
|                      |          |                  |    |    |   |   |   |   |   |   |    |    |  |  |
| Графичар (позајмица) | 2022/23. | Прва лига Србије | 8  | 5  | — | — | — | — | — | — | 8  | 5  |  |  |
| Графичар (позајмица) | 2023/24. | Прва лига Србије | 5  | 0  | — | — | — | — | — | — | 5  | 0  |  |  |
| Графичар (позајмица) | Укупно   | Укупно           | 13 | 5  | — | — | — | — | — | — | 13 | 5  |  |  |
|                      |          |                  |    |    |   |   |   |   |   |   |    |    |  |  |
| Црвена звезда        | 2022/23. | Суперлига Србије | 12 | 1  | 3 | 0 | 2 | 0 | — | — | 17 | 1  |  |  |
| Црвена звезда        | 2023/24. | Суперлига Србије | 14 | 8  | 1 | 1 | 4 | 0 | — | — | 19 | 9  |  |  |
| Црвена звезда        | Укупно   | Укупно           | 26 | 9  | 4 | 1 | 6 | 0 | — | — | 36 | 10 |  |  |
|                      |          |                  |    |    |   |   |   |   |   |   |    |    |  |  |
| Њујорк Сити          | 2024.    | МЛС              | 6  | 0  | 0 | 0 | — | — | — | — | 6  | 0  |  |  |
|                      |          |                  |    |    |   |   |   |   |   |   |    |    |  |  |
| Њујорк Сити II       | 2024.    | МЛС Некст про    | 0  | 0  | 2 | 0 | — | — | — | — | 2  | 0  |  |  |
|                      |          |                  |    |    |   |   |   |   |   |   |    |    |  |  |
| Каријера             | Каријера | Каријера         | 45 | 15 | 6 | 1 | 6 | 0 | — | — | 57 | 16 |  |  |
|                      |          |                  |    |    |   |   |   |   |   |   |    |    |  |  |

### Утакмице у дресу репрезентације
| Репрезентација Србије у узрасту до 15 година старости | Репрезентација Србије у узрасту до 15 година старости | Репрезентација Србије у узрасту до 15 година старости | Репрезентација Србије у узрасту до 15 година старости | Репрезентација Србије у узрасту до 15 година старости | Репрезентација Србије у узрасту до 15 година старости | Репрезентација Србије у узрасту до 15 година старости | Репрезентација Србије у узрасту до 15 година старости | Репрезентација Србије у узрасту до 15 година старости | Репрезентација Србије у узрасту до 15 година старости |
| #                                                     | Датум                                                 | Такмичење                                             | Локација                                              | Домаћин                                               | Резултат                                              | Гост                                                  | Гол                                                   | Реф.                                                  |                                                       |
| ----------------------------------------------------- | ----------------------------------------------------- | ----------------------------------------------------- | ----------------------------------------------------- | ----------------------------------------------------- | ----------------------------------------------------- | ----------------------------------------------------- | ----------------------------------------------------- | ----------------------------------------------------- | ----------------------------------------------------- |
| 1.                                                    | 14. мај 2019.                                         | Трофеј Црна Гора                                      | ДГ Арена, Подгорица                                   | Србија                                                | 5 : 1                                                 | Северна Македонија                                    | Гол                                                   | [ 30 ]                                                |                                                       |
| 2.                                                    | 15. мај 2019.                                         | Трофеј Црна Гора                                      | Стадион Златица, Подгорица                            | Србија                                                | 3 : 1                                                 | Босна и Херцеговина                                   |                                                       | [ 57 ]                                                |                                                       |
| 3.                                                    | 17. мај 2019.                                         | Трофеј Црна Гора                                      | Помоћни терен ФК Будућност Подгорица                  | Црна Гора                                             | 0 : 1                                                 | Србија                                                |                                                       | [ 58 ]                                                |                                                       |
| 4.                                                    | 29. октобар 2019.                                     | Развојни турнир УЕФА                                  | Кућа фудбала, Стара Пазова                            | Србија                                                | 3 : 0                                                 | Словенија                                             |                                                       | [ 59 ]                                                |                                                       |
| 5.                                                    | 31. октобар 2019.                                     | Развојни турнир УЕФА                                  | Кућа фудбала, Стара Пазова                            | Србија                                                | 1 : 0                                                 | Црна Гора                                             |                                                       | [ 60 ]                                                |                                                       |
| 6.                                                    | 2. новембар 2019.                                     | Развојни турнир УЕФА                                  | Кућа фудбала, Стара Пазова                            | Србија                                                | 0 : 1                                                 | Израел                                                |                                                       | [ 61 ]                                                |                                                       |
| 6                                                     | Укупан број утакмица и постигнутих погодака           | Укупан број утакмица и постигнутих погодака           | Укупан број утакмица и постигнутих погодака           | Укупан број утакмица и постигнутих погодака           | Укупан број утакмица и постигнутих погодака           | Укупан број утакмица и постигнутих погодака           | 1                                                     |                                                       |                                                       |

| Репрезентација Србије у узрасту до 16 година старости | Репрезентација Србије у узрасту до 16 година старости | Репрезентација Србије у узрасту до 16 година старости | Репрезентација Србије у узрасту до 16 година старости | Репрезентација Србије у узрасту до 16 година старости | Репрезентација Србије у узрасту до 16 година старости | Репрезентација Србије у узрасту до 16 година старости | Репрезентација Србије у узрасту до 16 година старости | Репрезентација Србије у узрасту до 16 година старости | Репрезентација Србије у узрасту до 16 година старости |
| #                                                     | Датум                                                 | Такмичење                                             | Локација                                              | Домаћин                                               | Резултат                                              | Гост                                                  | Гол                                                   | Реф.                                                  |                                                       |
| ----------------------------------------------------- | ----------------------------------------------------- | ----------------------------------------------------- | ----------------------------------------------------- | ----------------------------------------------------- | ----------------------------------------------------- | ----------------------------------------------------- | ----------------------------------------------------- | ----------------------------------------------------- | ----------------------------------------------------- |
| 1.                                                    | 17. март 2021.                                        | Пријатељска утакмица                                  | Кућа фудбала, Стара Пазова                            | Србија                                                | 3 : 0                                                 | Румунија                                              |                                                       | [ 62 ]                                                |                                                       |
| 1                                                     | Укупан број утакмица и постигнутих погодака           | Укупан број утакмица и постигнутих погодака           | Укупан број утакмица и постигнутих погодака           | Укупан број утакмица и постигнутих погодака           | Укупан број утакмица и постигнутих погодака           | Укупан број утакмица и постигнутих погодака           | 0                                                     |                                                       |                                                       |

| Репрезентација Србије у узрасту до 17 година старости | Репрезентација Србије у узрасту до 17 година старости | Репрезентација Србије у узрасту до 17 година старости | Репрезентација Србије у узрасту до 17 година старости | Репрезентација Србије у узрасту до 17 година старости | Репрезентација Србије у узрасту до 17 година старости | Репрезентација Србије у узрасту до 17 година старости | Репрезентација Србије у узрасту до 17 година старости | Репрезентација Србије у узрасту до 17 година старости | Репрезентација Србије у узрасту до 17 година старости |
| #                                                     | Датум                                                 | Такмичење                                             | Локација                                              | Домаћин                                               | Резултат                                              | Гост                                                  | Гол                                                   | Реф.                                                  |                                                       |
| ----------------------------------------------------- | ----------------------------------------------------- | ----------------------------------------------------- | ----------------------------------------------------- | ----------------------------------------------------- | ----------------------------------------------------- | ----------------------------------------------------- | ----------------------------------------------------- | ----------------------------------------------------- | ----------------------------------------------------- |
| 1.                                                    | 10. март 2022.                                        | Пријатељска утакмица                                  | Кућа фудбала, Стара Пазова                            | Србија                                                | 3 : 1                                                 | Босна и Херцеговина                                   |                                                       | [ 32 ]                                                |                                                       |
| 2.                                                    | 23. март 2022.                                        | Квалификације за Европско првенство                   | Стадион у Раденцима                                   | Србија                                                | 3 : 1                                                 | Турска                                                |                                                       | [ 63 ]                                                |                                                       |
| 3.                                                    | 26. март 2022.                                        | Квалификације за Европско првенство                   | Стадион у Раденцима                                   | Словенија                                             | 2 : 2                                                 | Србија                                                |                                                       | [ 64 ]                                                |                                                       |
| 4.                                                    | 29. март 2022.                                        | Квалификације за Европско првенство                   | Стадион у Раденцима                                   | Велс                                                  | 2 : 4                                                 | Србија                                                |                                                       | [ 65 ]                                                |                                                       |
| 5.                                                    | 17. мај 2022.                                         | Европско првенство                                    | Стадион Хаберфелд, Ришон Лецион                       | Србија                                                | 1 : 1                                                 | Белгија                                               |                                                       | [ 66 ]                                                |                                                       |
| 6.                                                    | 20. мај 2022.                                         | Европско првенство                                    | Стадион Хаберфелд, Ришон Лецион                       | Србија                                                | 2 : 1                                                 | Турска                                                |                                                       | [ 67 ]                                                |                                                       |
| 7.                                                    | 22. мај 2022.                                         | Европско првенство                                    | Стадион Хаберфелд, Ришон Лецион                       | Шпанија                                               | 1 : 1                                                 | Србија                                                |                                                       | [ 68 ]                                                |                                                       |
| 8.                                                    | 29. мај 2022.                                         | Европско првенство                                    | Стадион Нетања                                        | Холандија                                             | 2 : 2                                                 | Србија                                                | Гол                                                   | [ 69 ]                                                |                                                       |
| 8                                                     | Укупан број утакмица и постигнутих погодака           | Укупан број утакмица и постигнутих погодака           | Укупан број утакмица и постигнутих погодака           | Укупан број утакмица и постигнутих погодака           | Укупан број утакмица и постигнутих погодака           | Укупан број утакмица и постигнутих погодака           | 1                                                     | [ 70 ]                                                |                                                       |

| Репрезентација Србије у узрасту до 19 година старости | Репрезентација Србије у узрасту до 19 година старости | Репрезентација Србије у узрасту до 19 година старости | Репрезентација Србије у узрасту до 19 година старости | Репрезентација Србије у узрасту до 19 година старости | Репрезентација Србије у узрасту до 19 година старости | Репрезентација Србије у узрасту до 19 година старости | Репрезентација Србије у узрасту до 19 година старости | Репрезентација Србије у узрасту до 19 година старости | Репрезентација Србије у узрасту до 19 година старости |
| #                                                     | Датум                                                 | Такмичење                                             | Локација                                              | Домаћин                                               | Резултат                                              | Гост                                                  | Гол                                                   | Реф.                                                  |                                                       |
| ----------------------------------------------------- | ----------------------------------------------------- | ----------------------------------------------------- | ----------------------------------------------------- | ----------------------------------------------------- | ----------------------------------------------------- | ----------------------------------------------------- | ----------------------------------------------------- | ----------------------------------------------------- | ----------------------------------------------------- |
| 1.                                                    | 22. септембар 2022.                                   | Меморијални турнир „Стеван Вилотић Ћеле”              | Градски стадион, Суботица                             | Србија                                                | 3 : 1                                                 | Финска                                                |                                                       | [ 71 ]                                                |                                                       |
| 2.                                                    | 24. септембар 2022.                                   | Меморијални турнир „Стеван Вилотић Ћеле”              | Стадион Милан Средановић, Кула                        | Србија                                                | 0 : 3                                                 | Португалија                                           |                                                       | [ 72 ]                                                |                                                       |
| 3.                                                    | 26. септембар 2022.                                   | Меморијални турнир „Стеван Вилотић Ћеле”              | Градски стадион, Суботица                             | Србија                                                | 3 : 1                                                 | Француска                                             |                                                       | [ 73 ]                                                |                                                       |
| 4.                                                    | 17. новембар 2022.                                    | Квалификације за Европско првенство                   | Тренинг центар Петар Милошевски, Скопље               | Северна Македонија                                    | 1 : 2                                                 | Србија                                                |                                                       | [ 74 ]                                                |                                                       |
| 5.                                                    | 20. новембар 2022.                                    | Квалификације за Европско првенство                   | Стадион Ђорче Петров, Скопље                          | Србија                                                | 4 : 0                                                 | Сан Марино                                            | Гол                                                   | [ 75 ]                                                |                                                       |
| 6.                                                    | 23. новембар 2022.                                    | Квалификације за Европско првенство                   | Стадион Ђорче Петров, Скопље                          | Србија                                                | 2 : 0                                                 | Норвешка                                              |                                                       | [ 76 ]                                                |                                                       |
| 7.                                                    | 22. март 2023.                                        | Квалификације за Европско првенство                   | Тренинг центар Краковије                              | Србија                                                | 1 : 0                                                 | Летонија                                              |                                                       | [ 77 ]                                                |                                                       |
| 8.                                                    | 25. март 2023.                                        | Квалификације за Европско првенство                   | Стадион Гарбарниа, Краков                             | Србија                                                | 1 : 3                                                 | Израел                                                |                                                       | [ 78 ]                                                |                                                       |
| 9.                                                    | 28. март 2023.                                        | Квалификације за Европско првенство                   | Тренинг центар Краковије                              | Пољска                                                | 2 : 2                                                 | Србија                                                |                                                       | [ 79 ]                                                |                                                       |
| 10.                                                   | 7. септембар 2023.                                    | Меморијални турнир „Стеван Вилотић Ћеле”              | Градски стадион, Суботица                             | Србија                                                | 3 : 1                                                 | Мађарска                                              |                                                       | [ 80 ]                                                |                                                       |
| 11.                                                   | 9. септембар 2023.                                    | Меморијални турнир „Стеван Вилотић Ћеле”              | Стадион Милан Средановић, Кула                        | Србија                                                | 3 : 0                                                 | Црна Гора                                             | Гол                                                   | [ 81 ]                                                |                                                       |
| 12.                                                   | 12. септембар 2023.                                   | Меморијални турнир „Стеван Вилотић Ћеле”              | Градски стадион, Суботица                             | Србија                                                | 0 : 1                                                 | Француска                                             |                                                       | [ 82 ]                                                |                                                       |
| 13.                                                   | 11. октобар 2023.                                     | Пријатељска утакмица                                  | Стадион Металца, Горњи Милановац                      | Србија                                                | 5 : 4                                                 | Италија                                               | Гол · Гол                                             | [ 83 ]                                                |                                                       |
| 14.                                                   | 14. октобар 2023.                                     | Пријатељска утакмица                                  | Кућа фудбала, Стара Пазова                            | Србија                                                | 1 : 3                                                 | Италија                                               | Гол                                                   | [ 84 ]                                                |                                                       |
| 15.                                                   | 15. новембар 2023.                                    | Квалификације за Европско првенство                   | Стадион у Албени                                      | Србија                                                | 1 : 0                                                 | Андора                                                |                                                       | [ 85 ]                                                |                                                       |
| 16.                                                   | 19. новембар 2023.                                    | Квалификације за Европско првенство                   | Стадион Спартака, Варна                               | Србија                                                | 0 : 0                                                 | Бугарска                                              |                                                       | [ 86 ]                                                |                                                       |
| 17.                                                   | 21. новембар 2023.                                    | Квалификације за Европско првенство                   | Стадион Спартака, Варна                               | Шкотска                                               | 2 : 1                                                 | Србија                                                |                                                       | [ 87 ]                                                |                                                       |
| 18.                                                   | 20. март 2024.                                        | Квалификације за Европско првенство                   | Стадион у Табуи                                       | Србија                                                | 1 : 3                                                 | Данска                                                |                                                       | [ 88 ]                                                |                                                       |
| 19.                                                   | 26. март 2024.                                        | Квалификације за Европско првенство                   | Стадион у Табуи                                       | Србија                                                | 3 : 3                                                 | Грчка                                                 |                                                       | [ 89 ]                                                |                                                       |
| 19                                                    | Укупан број утакмица и постигнутих погодака           | Укупан број утакмица и постигнутих погодака           | Укупан број утакмица и постигнутих погодака           | Укупан број утакмица и постигнутих погодака           | Укупан број утакмица и постигнутих погодака           | Укупан број утакмица и постигнутих погодака           | 5                                                     |                                                       |                                                       |

## Трофеји, награде, признања и рекорди
| Црвена звезда - Суперлига Србије (2): 2022/23, 2023/24. - Куп Србије (2): 2022/23, 2023/24. | - Најмлађи стрелац хет-трика за Црвену звезду у државном првенству - Играч кола у Суперлиги Србије 1. Суперлига Србије за сезону 2023/24, 19. коло |